# Мізелінські Олександра і Даніель

Українське видання «Карт» Олександри і Даніеля Мізелінських

Олександра і Даніель Мізелінські (пол. Aleksandra Mizielińska and Daniel Mizieliński) — подружня пара, відомі польські художники й дизайнери, автори визнаних у світі дитячих книжок-картинок. Одна з найвідоміших робіт Мізелінських — ілюстроване видання «Карти». Засновники дизайн-студії «Гіпопотам».

## Творчість
Олександра та Даніель народилися у 1982 році. Закінчили Академію красних мистецтв у Варшаві. Тоді ж заснували дизайн-студію «Гіпопотам». Працюють в жанрі віммельбуху. Розробляють нові друкарські шрифти, додатки, вебдизайн, викладають у варшавській Академії красних мистецтв. Створюють книжкові обкладинки та дизайн книг, а також працюють над власними авторськими книжковими проектами. Співпрацюють з такими польськими видавництвами, як «Дві сестри» (Dwie Siostry), «Знак» (Znak), «40 000 Malarzy». Автори таких сайтів, як  Bubole or What Will Become of You?. 
Перша авторська робота Мізелінських — дитяча книжка про архітектуру «Д.І.М», де представлені 35 найцікавіших будинків зі всього світу. Вийшла у польському видавництві «Дві сестри». Видання перекладене 12-ма мовами і відзначене нагородами та преміями. Зокрема у 2008 році була відзначена Гран Прі польського відділення Міжнародної ради з дитячої та юнацької книги (IBBY). У 2012 році «Д.І.М» було внесено в Почесний список IBBY. Німецьке видання книжки отримало, окрім інших нагород, Книжкову премію Асоціації німецьких архітектурних музеїв і було внесене до каталогу «Білі круки» Міжнародної молодіжної бібліотеки в Мюнхені. 
Після книжки про дім були випущені ілюстровані видання про дизайн, музику, космос, їжу, професії і країни. У 2012 році Мізелінські випустили «Карти» — великоформатне видання, що являє собою мальований атлас світу, де представлено 6 континентів, 42 країни (в оригінальному виданні – 41 країна; «Видавництво Старого Лева» спеціально для українського видання замовило в Мізелінських карту України). В Україні, окрім «Карт», у тому ж видавництві вийшла книжка-алігат «Під землею. Під водою». 
Їх стиль — яскраві, навмисно по-дитячому наївні, деталізовані малюнки з десятками фігур і предметів, що оповідають певну історію, зрозумілу всім — і дітям і дорослим. Вони використовують сотню різних кольорів, створюють необхідні шрифти і вигадують все, що завгодно, коли хочуть трохи розважитися. 